# Serie A2 2019-2020 (calcio a 5 femminile)
La Serie A2 2019-2020 è stata la 5ª edizione del campionato nazionale di calcio a 5 di secondo livello e la 3ª assoluta della categoria. La stagione regolare è iniziata il 6 ottobre 2019 e si sarebbe dovuta concludere il 26 aprile 2020, prolungandosi fino al 14 giugno con la disputa dei play-off, ma è stata interrotta dalla pandemia di COVID-19 del 2020.

## Regolamento
Preso atto della rinuncia di 16 squadre il Consiglio Direttivo della Divisione Calcio a 5 ha provveduto e definito l’organico per la stagione sportiva 2019-2020 in 48 società. Al termine della stagione, sono state promosse in Serie A le vincenti dei quattro gironi. Un'ulteriore società avrebbe dovuto accedere allo spareggio tramite i play-off, a cui avrebbero preso parte le 16 società classificatesi tra il secondo e il quinto posto. Per ogni girone, le società giunte all'ultimo e al penultimo sono retrocesse direttamente, mentre si sarebbero affrontate nei play-out per determinare le rimanenti quattro retrocessioni nei campionati regionali le società classificatesi alla 9ª e 10ª posizione, a meno che tra le due squadre non vi siano 8 o più punti: in tal caso sarebbe retrocessa direttamente la società giunta in 10ª posizione. Successivamente alla conclusione anticipata si è deciso di far retrocedere direttamente anche le terz'ultime classificate.

## Avvenimenti

### Sorteggio calendari
Il calendari dei gironi sono stati resi noti venerdì 2 agosto sulle pagine social della Divisione Calcio a 5 e sulle edizioni del giorno successivo di Corriere dello Sport e Tuttosport, media partner della Divisione Calcio a 5.

### Soste
| Data           | Evento                              |
| -------------- | ----------------------------------- |
| 22 dicembre    | Sosta invernale                     |
| 29 dicembre    | Sosta invernale                     |
| 5 gennaio      | Sosta invernale                     |
| 19 gennaio     | Coppa Italia Serie A2 (Primo turno) |
| 22-23 febbraio | Coppa della Divisione (Final Four)  |
| 14-15 marzo    | Coppa Italia Serie A2 (Final Four)  |
| 12 aprile      | Pasqua                              |

### Sospensione
A causa dell'insorgenza di alcuni casi di infezione da COVID-19 in Italia sono state rinviate dapprima le partite previste dal 5 al 15 marzo e, successivamente, fino al 3 aprile (queste ultime inizialmente programmate a porte chiuse). Visto il prolungarsi dell'emergenza si è decisa un'ulteriore sospensione prima fino al 13 aprile, poi fino al 4 maggio ed infine al 18 maggio. Durante il Consiglio Direttivo del 25 maggio si è deciso di concludere la stagione.

## Girone A

### Classifica
|  | Pos. | Squadra          | MP    | Pt | G  | V  | N | P  | GF | GS | DR  |
|  | ---- | ---------------- | ----- | -- | -- | -- | - | -- | -- | -- | --- |
|  | 1.   | Rovigo Orange    | 2,533 | 38 | 15 | 12 | 2 | 1  | 71 | 24 | +47 |
|  | 2.   | Audace Verona    | 2,266 | 34 | 15 | 11 | 1 | 3  | 69 | 35 | +34 |
|  | 3.   | Città di Thiene  | 1,933 | 29 | 15 | 9  | 2 | 4  | 48 | 38 | +10 |
|  | 4.   | Noalese          | 1,866 | 28 | 15 | 9  | 1 | 5  | 62 | 51 | +11 |
|  | 5.   | Duomo Chieri     | 1,800 | 27 | 15 | 8  | 3 | 4  | 44 | 30 | +14 |
|  | 6.   | Padova           | 1,600 | 24 | 15 | 7  | 3 | 5  | 56 | 52 | +4  |
|  | 7.   | Jasnagora        | 1,466 | 22 | 15 | 7  | 1 | 7  | 36 | 37 | -1  |
|  | 8.   | Union Fenice     | 1,312 | 21 | 16 | 7  | 0 | 9  | 39 | 52 | -13 |
|  | 9.   | Trilacum         | 0,875 | 14 | 16 | 4  | 2 | 10 | 49 | 58 | -9  |
|  | 10.  | San Biagio Monza | 0,785 | 11 | 14 | 3  | 2 | 9  | 20 | 55 | -35 |
|  | 11.  | Firenze          | 0,625 | 10 | 16 | 2  | 4 | 10 | 34 | 55 | -21 |
|  | 12.  | Mediterranea     | 0,200 | 3  | 15 | 0  | 3 | 12 | 32 | 73 | -41 |

### Verdetti
- Granzette promosso in Serie A 2020-21.
- San Biagio Monza, Firenze e Mediterranea retrocesse nei campionati regionali.
- Union Fenice, Noalese e Trilacum non iscritti al campionato di Serie A2 2020-21.

## Girone B

### Classifica
|  | Pos. | Squadra              | MP    | Pt | G  | V  | N | P  | GF | GS | DR  |
|  | ---- | -------------------- | ----- | -- | -- | -- | - | -- | -- | -- | --- |
|  | 1.   | Città di Capena      | 2,750 | 44 | 16 | 14 | 2 | 0  | 76 | 16 | +60 |
|  | 2.   | Virtus Romagna       | 2,411 | 41 | 17 | 13 | 2 | 2  | 61 | 24 | +37 |
|  | 3.   | Francavilla          | 2,133 | 32 | 15 | 10 | 2 | 3  | 54 | 32 | +22 |
|  | 4.   | Atletico Chiaravalle | 2,000 | 32 | 16 | 10 | 2 | 4  | 57 | 26 | +31 |
|  | 5.   | Civitanova           | 1,666 | 25 | 15 | 8  | 1 | 6  | 48 | 37 | +11 |
|  | 6.   | Perugia              | 1,529 | 26 | 17 | 8  | 2 | 7  | 65 | 57 | +8  |
|  | 7.   | Dorica Torrette      | 1,294 | 22 | 17 | 7  | 1 | 9  | 52 | 57 | -5  |
|  | 8.   | Sabina Lazio         | 1,187 | 19 | 16 | 5  | 4 | 7  | 40 | 39 | +1  |
|  | 9.   | Atletico Foligno     | 0,687 | 11 | 16 | 3  | 2 | 11 | 30 | 61 | -31 |
|  | 10.  | Sassoleone           | 0,600 | 9  | 15 | 3  | 0 | 12 | 40 | 91 | -51 |
|  | 11.  | Decima SC            | 0,600 | 9  | 15 | 2  | 3 | 10 | 31 | 53 | -22 |
|  | 12.  | Prandone             | 0,266 | 4  | 15 | 1  | 1 | 13 | 14 | 75 | -61 |

### Verdetti
- Città di Capena promosso in Serie A 2020-21.
- Sassoleone, Decima SC e Prandone retrocesse nei campionati regionali.
- Civitanova e Dorica Torrette non iscritti in Serie A2 2020-21.

## Girone C

### Classifica
|  | Pos. | Squadra           | MP    | Pt | G  | V  | N | P  | GF | GS | DR  |
|  | ---- | ----------------- | ----- | -- | -- | -- | - | -- | -- | -- | --- |
|  | 1.   | Coppa d'Oro       | 2,800 | 42 | 15 | 14 | 0 | 1  | 89 | 29 | +60 |
|  | 2.   | Vis Fondi         | 2,500 | 40 | 16 | 13 | 1 | 2  | 60 | 18 | +42 |
|  | 3.   | Virtus Ciampino   | 2,437 | 39 | 16 | 13 | 0 | 3  | 71 | 29 | +42 |
|  | 4.   | Napoli            | 2,312 | 37 | 16 | 12 | 1 | 3  | 63 | 27 | +36 |
|  | 5.   | Best Sport        | 1,500 | 24 | 16 | 7  | 3 | 6  | 49 | 42 | +7  |
|  | 6.   | Castellammare     | 1,500 | 24 | 16 | 7  | 3 | 6  | 40 | 47 | -7  |
|  | 7.   | BRC Balduina      | 1,125 | 18 | 16 | 6  | 0 | 10 | 32 | 45 | -13 |
|  | 8.   | Real Praeneste    | 0,937 | 15 | 16 | 4  | 3 | 9  | 49 | 57 | -8  |
|  | 9.   | Frosinone         | 0,875 | 14 | 16 | 4  | 2 | 10 | 20 | 57 | -37 |
|  | 10.  | FB5 Roma          | 0,750 | 12 | 16 | 3  | 3 | 10 | 28 | 60 | -32 |
|  | 11.  | Olympia Zafferana | 0,400 | 6  | 15 | 1  | 3 | 11 | 20 | 54 | -34 |
|  | 12.  | PMB Roma          | 0,250 | 4  | 16 | 1  | 1 | 14 | 23 | 79 | -56 |

### Verdetti
- Coppa d'oro non iscritta al campionato di Serie A 2020-21; iscritta al campionato di Serie A2 2020-21. Real Praeneste e Castellammare non iscritti al campionato di Serie A2 2020-21.
- FB5 Roma, Olympia Zafferana e PMB Roma retrocesse nei campionati regionali.

## Girone D

### Classifica
|  | Pos. | Squadra            | MP    | Pt | G  | V  | N | P  | GF  | GS | DR  |
|  | ---- | ------------------ | ----- | -- | -- | -- | - | -- | --- | -- | --- |
|  | 1.   | DF Fasano          | 3,000 | 48 | 16 | 16 | 0 | 0  | 106 | 21 | +85 |
|  | 2.   | Molfetta           | 2,812 | 45 | 16 | 15 | 0 | 1  | 102 | 33 | +69 |
|  | 3.   | Royal Team Lamezia | 1,937 | 31 | 16 | 10 | 1 | 5  | 42  | 40 | +2  |
|  | 4.   | Irpinia            | 1,812 | 29 | 16 | 9  | 2 | 5  | 39  | 27 | +12 |
|  | 5.   | Venus Lauria       | 1,562 | 25 | 16 | 8  | 1 | 7  | 55  | 57 | -2  |
|  | 6.   | Città di Taranto   | 1,333 | 20 | 15 | 5  | 5 | 5  | 43  | 51 | -8  |
|  | 7.   | Nuceria            | 1,187 | 19 | 16 | 5  | 4 | 7  | 36  | 55 | -19 |
|  | 8.   | WFC San Marzano    | 0,937 | 15 | 16 | 5  | 0 | 11 | 40  | 56 | -16 |
|  | 9.   | Salernitana        | 0,866 | 13 | 15 | 4  | 1 | 10 | 37  | 66 | -29 |
|  | 10.  | Rionero            | 0,750 | 12 | 16 | 3  | 3 | 10 | 49  | 69 | -20 |
|  | 11.  | Sarno              | 0,625 | 10 | 16 | 2  | 4 | 10 | 30  | 70 | -40 |
|  | 12.  | Atletic Taranto    | 0,375 | 6  | 16 | 1  | 3 | 12 | 36  | 70 | -34 |

### Verdetti
- DF Fasano non iscritto al campionato di Serie A 2020-21. Nuceria e Venus Lauria non iscritti al campionato di Serie A2 2020-21.
- Rionero, Sarno e Atletic Taranto retrocesse nei campionati regionali.

## Play-off
Per decretare la società che avrebbe dovuto partecipare allo spareggio permanenza/promozione si sarebbe proceduto allo svolgimento dei play-off. Ai play-off sarebbero state qualificate tutte le squadre giunte dalla seconda alla quinta posizione di ciascun girone. I play-off si sarebbero articolati in quattro turni a eliminazione diretta, organizzati in incontri di sola andata, eccezion fatta per il quarto turno. I primi due turni si sarebbero svolti in casa della società meglio classificata in stagione regolare. In caso di parità al termine degli incontri dei primi due turni sarebbero stati giocati due tempi supplementari. In caso di ulteriore parità al termine dei supplementari sarebbe stata dichiarata vincitrice la squadra meglio classificata in stagione regolare (coincidente con la squadra di casa). Nel terzo turno la squadra ospitante sarebbe stata decretata tramite sorteggio e in caso di parità al termine dei supplementari si sarebbero svolti i tiri di rigore. Il quarto turno si sarebbe giocato con andata e ritorno (ordine delle sfide determinato tramite sorteggio). In caso di parità nel numero cumulativo di gol si sarebbero svolti due tempi supplementari ed eventualmente i tiri di rigore.

### Primo turno
Gli incontri del I turno si sarebbero dovuti disputare il 3 maggio in casa della squadra meglio classificata al termine della stagione regolare. In caso di parità al termine delle gare si sarebbero svolti due tempi supplementari di 5 minuti. In caso di ulteriore parità sarebbe stata decretata vincente la squadra meglio classificata al termine della stagione regolare (coincidente con la squadra di casa).
| Squadra 1                | Risultato | Squadra 2                |
| ------------------------ | --------- | ------------------------ |
| 2ª classificata girone A | 1         | 5ª classificata girone A |
| 3ª classificata girone A | 2         | 4ª classificata girone A |
| 2ª classificata girone B | 3         | 5ª classificata girone B |
| 3ª classificata girone B | 4         | 4ª classificata girone B |
| 2ª classificata girone C | 5         | 5ª classificata girone C |
| 3ª classificata girone C | 6         | 4ª classificata girone C |
| 2ª classificata girone D | 7         | 5ª classificata girone D |
| 3ª classificata girone D | 8         | 4ª classificata girone D |

### Secondo turno
Gli incontri del II turno si sarebbero dovuti disputare il 12 maggio in casa della squadra meglio classificata al termine della stagione regolare. In caso di parità al termine delle gare si sarebbero svolti due tempi supplementari di 5 minuti. In caso di ulteriore parità sarebbe stata decretata vincente la squadra meglio classificata al termine della stagione regolare (coincidente con la squadra di casa).
| Squadra 1         | Risultato | Squadra 2         |
| ----------------- | --------- | ----------------- |
| Vincente gara 1/2 | 9         | Vincente gara 2/1 |
| Vincente gara 3/4 | 10        | Vincente gara 4/3 |
| Vincente gara 5/6 | 11        | Vincente gara 6/5 |
| Vincente gara 7/8 | 12        | Vincente gara 8/7 |

### Terzo turno
Gli incontri del III turno si sarebbero dovuti disputare il 17 maggio. La squadra di casa sarebbe stata determinata tramite sorteggio. In caso di parità al termine delle gare si sarebbero svolti due tempi supplementari di 5 minuti. In caso di ulteriore parità si sarebbero svolti i tiri di rigore.
| Squadra 1           | Risultato | Squadra 2           |
| ------------------- | --------- | ------------------- |
| Vincente gara 9/10  | 13        | Vincente gara 10/9  |
| Vincente gara 11/12 | 14        | Vincente gara 12/11 |

### Quarto turno
Gli incontri del IV turno si sarebbero dovuti disputare il 24 e il 31 maggio. L'ordine delle sfide sarebbe stato determinato tramite sorteggio. In caso di parità del numero cumulativo di gol al termine della gara di ritorno si sarebbero svolti due tempi supplementari di 5 minuti. In caso di ulteriore parità si sarebbero svolti i tiri di rigore.

#### Andata
| 24 maggio 2020, ore 16:00 |  | – |  |  |

#### Ritorno
| 31 maggio 2020, ore 16:00 |  | – |  |  |

## Spareggio permanenza/promozione

### Formula
Lo spareggio permanenza/promozione sarebbe stato disputato con partite di andata e ritorno tra la società perdente i playout di Serie A e quella vincente i playoff di Serie A2, con la società perdente i playout di Serie A che avrebbe giocato il ritorno in casa.
Al termine degli incontri sarebbe stata dichiarata vincente la squadra che nelle due partite (di andata e di 
ritorno) avrebbe ottenuto il maggior punteggio ovvero a parità di punteggio la squadra che avrebbe 
realizzato il maggior numero di reti. 
Nel caso di parità gli arbitri della gara di ritorno avrebbero fatto disputare due tempi supplementari di 5 
minuti ciascuno.
Qualora anche al termine di questi le squadre fossero state in parità sarebbe stata considerata vincente la 
squadra perdente il playout di Serie A.

### Risultati

#### Andata
| 7 giugno 2020, ore 16:00 |  | – |  |  |

#### Ritorno
| 14 giugno 2020, ore 16:00 |  | – |  |  |